# مویز گالان
مویز لزلی د ترافورد گالان یا ماوی گالان (به انگلیسی: Mavis Gallant) (زادهٔ ۱۱ اوت ۱۹۲۲- درگذشتهٔ ۱۸ فوریه ۲۰۱۴) نویسندهٔ کانادایی است که اغلب عمر خود را در فرانسه سپری کرد. عمده شهرت وی به سبب نگارش داستان کوتاه است. او همچنین رمان‌ها، نمایشنامه‌ها و مقالاتی نیز به چاپ رسانده‌است.

## آثار

### داستان کوتاه

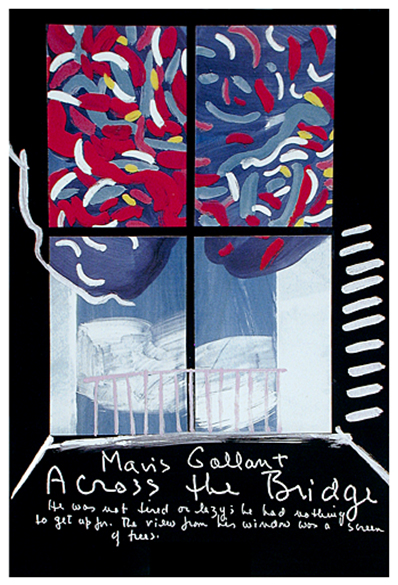

پاریس دیگر، ۱۹۵۶
قلب من شکسته‌است، ۱۹۶۴
پایان دنیا و دیگر داستان‌ها، ۱۹۷۴
از منطقهٔ پانزدهم، ۱۹۷۹
حقایق خانه، ۱۹۸۱
در ترانزیت، ۱۹۸۸
همسر مسلمان، ۱۹۹۴
داستان‌های پاریس، ۲۰۰۲
داستان‌های مونترال، ۲۰۰۴

### رمان
آب سبز، آسمان سبز، ۱۹۵۹
یک زمان نسبتاً خوب، ۱۹۷۰

### نمایشنامه
چه کاری باید انجام شود، ۱۹۸۳

### آثار غیر داستانی
دفترچه‌های پاریس، ۱۹۸۶